# Âm mưu 20 tháng 7
Âm mưu 20 tháng 7 là một âm mưu ám sát quốc trưởng Đức Adolf Hitler vào ngày 20 tháng 7 năm 1944 tại căn cứ tư lệnh khu Rastenburg, Đông Phổ. Trong nhóm âm mưu có một số các sĩ quan trong quân đội Đức Quốc xã với kế hoạch đảo chính lật đổ thế lực của Đảng Quốc Xã. Hitler may mắn sống sót và sau đó lực lượng mật vụ Gestapo truy bắt gần 7.000 người. Nhiều sĩ quan quân đội bị kết án và tử hình. Hitler đồng thời ngầm giết hoặc bức tử nhiều tướng tá trong hàng ngũ của quân đội Đức. Theo báo cáo Nội vụ hải quân tại hội nghị Quốc trưởng thì có 4.980 người bị tử hình.

## Bối cảnh

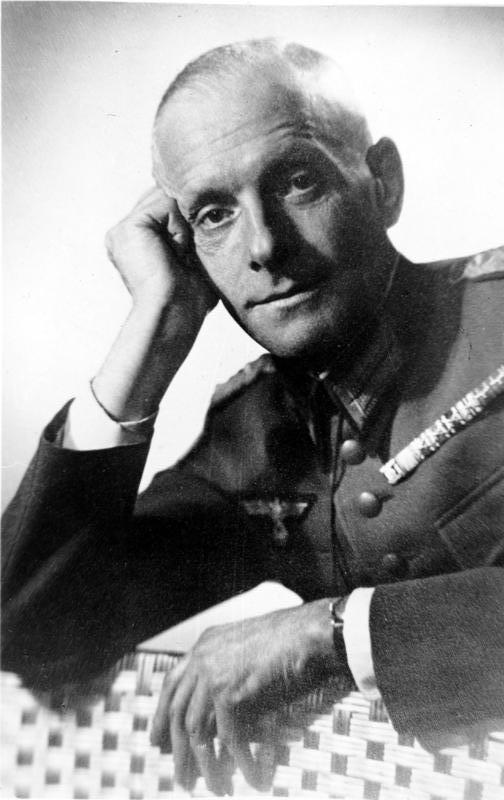
Oster

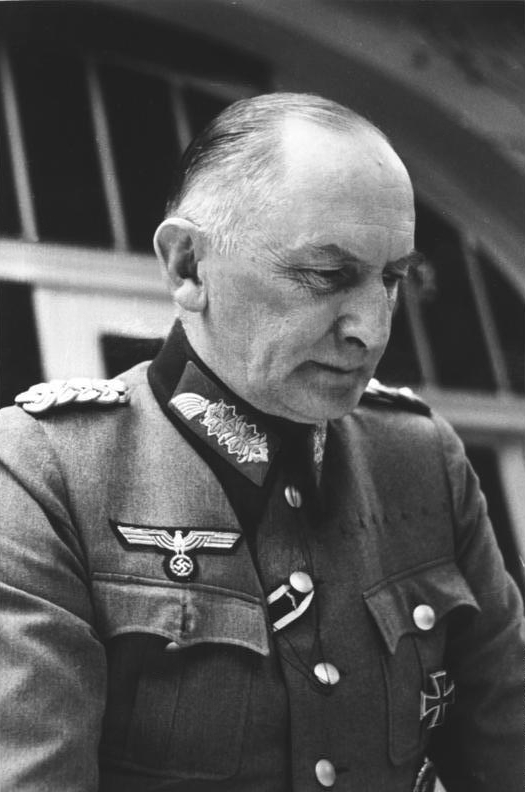
Witzleben

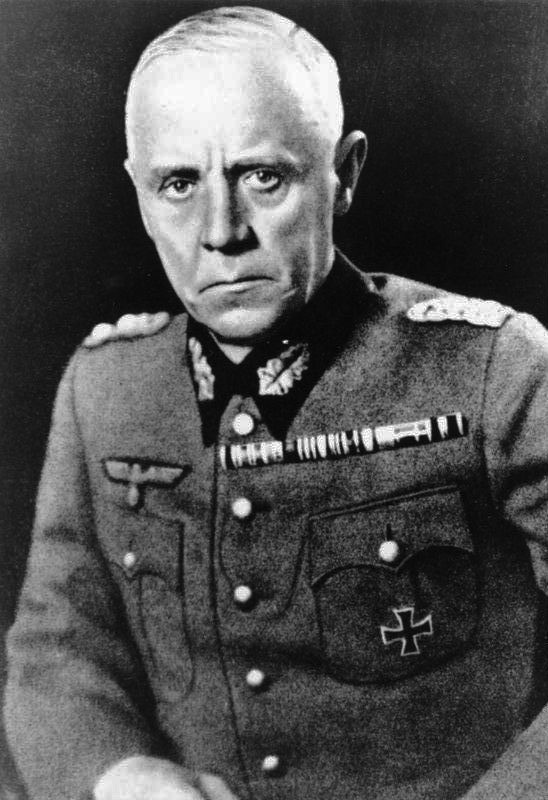
Beck

Từ năm 1938 các nhóm âm mưu lật đổ chính phủ Đức Quốc Xã đã hình thành bí mật trong hàng ngũ sĩ quan lục quân và tình báo Đức. Những lãnh tụ âm mưu đầu tiên gồm có Hans Oster (thiếu tướng chỉ huy phó phòng tình báo quân sự), Ludwig Beck (cựu tổng tư lệnh lục quân) và Erwin von Witzleben (thống chế cựu chỉ huy trưởng Tập đoàn quân 1 và tư lệnh tham mưu quân đội phía tây OB West).
Các nhóm âm mưu liên lạc nhau, nối kết với thường dân, học giả và chính trị gia trong vòng bí mật gọi là Kreisauer Kreis (vòng Kreisau) thường họp mật tại biệt thự của Helmuth von Moltke tại khu Kreisau, thuộc Krzyzowa, quận Swidnica. Moltke không đồng ý với âm mưu ám sát Hitler. Ông nói "chúng ta toàn là thứ tài tử không rành và sẽ làm hỏng chuyện". Ông muốn bắt và đem Hitler ra tòa xử tội. Ông cho việc giết Hitler là đạo đức giả. Hitler đem hệ thống hóa hành động sai trái, và nhóm phản kháng phải cố tránh làm chuyện sai trái.
Kế hoạch đảo chính và ngăn chặn không để Hitler tấn công các nước láng giềng bắt đầu hình thành từ năm 1938-1939 nhưng bị trì hoãn vì hai tướng Franz Halder và Walther von Brauchitsch do dự không nhất quyết và vì các thế lực Tây Âu cũng không lên tiếng phản đối việc Đức tấn công Ba Lan mạnh mẽ. Tiếp theo đó là cuộc tấn công vào Pháp thành công rực rỡ làm uy tín của Hitler tăng vọt. Do vậy, nhóm âm mưu đảo chính phải đình hoãn kế hoạch.

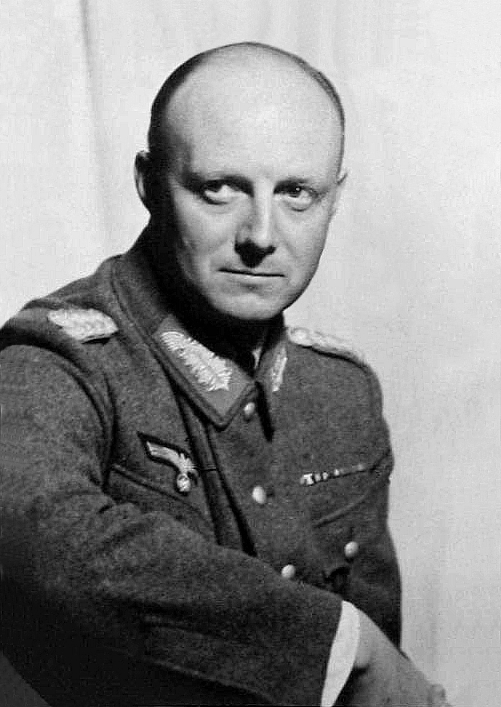
Tresckow

Đến năm 1941, các sĩ quan Đức ngầm tạo một nhóm âm mưu đảo chính khác, cầm đầu là đại tá Henning von Tresckow một sĩ quan thuộc bộ chỉ huy của Fedor von Bock trong chiến dịch Barbarossa. Tresckow chiêu mộ thành viên đầu não của nhóm từ bộ chỉ huy này nhưng không làm gì được vì lực lượng bảo vệ Hitler quá dày đặc.

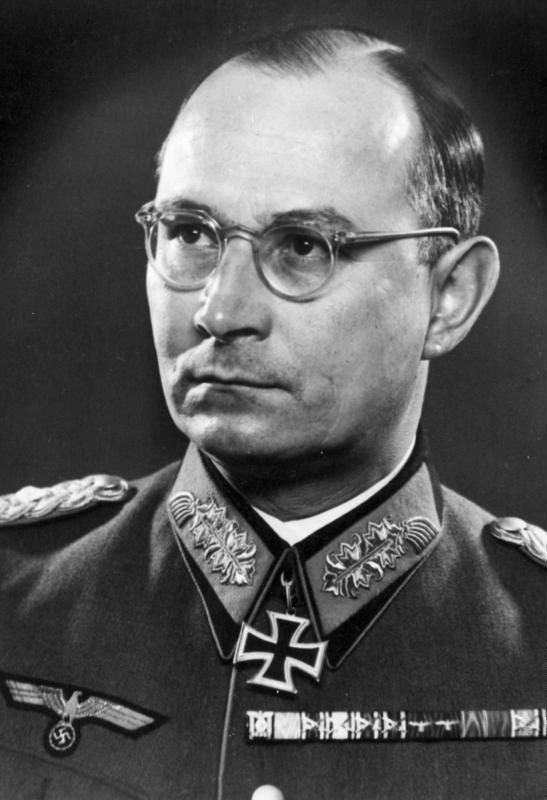
Olbricht

Trong năm 1942, Oster và Tresckow thiết lập được một hệ thống móc nối nhóm sĩ quan đảo chính, trong đó có Friedrich Olbricht là tướng đứng đầu phòng tư lệnh chỉ huy lục quân trung ương tại Berlin. Olbricht kiểm soát các liên lạc độc lập giữa các đơn vị trừ bị của quân lực Đức Quốc xã. Liên kết giữa nhóm trung ương Olbricht và nhóm ngoại ứng Tresckow tạo một thế lực đảo chính với nhiều cơ hội thành công.
Tháng 3 năm 1943, Tresckow và Olbricht cài bom vào máy bay của Hitler khi ông bay ra tham quan bộ chỉ huy Đức trong trận chiến tại Smolensk nhưng may cho Hitler là bom không nổ. Sau đó, âm mưu ám sát Hitler trong cuộc triển lãm vũ khí thu được từ quân Liên Xô tại Berlin cũng không thành công. Những thất bại này khiến các thành viên của nhóm đảo chính nản lòng.
Tresckow cố gắng chiêu dụ các tướng lãnh khác như các thống chế Erich von Manstein và Gerd von Rundstedt nhưng không thành công. Cấp trên của Tresckow là thống chế Günther von Kluge cũng được chiêu dụ nhưng ông này do dự không quyết đoán.

## Von Stauffenburg tham gia
Đến giữa năm 1943, cục diện chiến tranh đang chuyển hướng xấu cho Đức. Một số tướng quân đội và các đồng minh dân sự tin rằng Hitler nên bị ám sát để có thể thành lập một chính phủ được phe Đồng minh phương Tây chấp nhận, và một nền hòa bình được đàm phán kịp thời để ngăn chặn sự xâm lược của Liên Xô vào Đức. Vào tháng 8 năm 1943, Tresckow lần đầu tiên gặp một sĩ quan tham mưu trẻ tên là Trung tá Claus von Stauffenberg. Bị thương nặng ở Bắc Phi, Claus von Stauffenberg là một người Đức theo chủ nghĩa dân tộc bảo thủ và nhiệt thành.
Từ đầu năm 1942, ông đã chia sẻ hai niềm tin với nhiều sĩ quan quân đội: rằng nước Đức đang bị dẫn đến thảm họa và việc Hitler bị loại khỏi quyền lực là cần thiết. Sau Trận Stalingrad vào tháng 12 năm 1942, bất chấp những lý tưởng tôn giáo của mình, ông kết luận rằng việc phải ám sát Quốc trưởng còn tốt hơn so với việc để Hitler còn nắm quyền.
Stauffenberg đã mang đến một sự quyết đoán mới cho hàng ngũ của phong trào kháng chiến. Khi Tresckow bị giao nhiệm vụ ở Mặt trận phía Đông, Stauffenberg phụ trách lập kế hoạch và thực hiện âm mưu ám sát.

## Kế hoạch mới
Olbricht đưa ra một chiến lược mới để dàn dựng một cuộc đảo chính chống lại Hitler.  Quân Dự bị (Ersatzheer) có một kế hoạch được gọi là Chiến dịch Valkyrie, được sử dụng trong trường hợp gián đoạn gây ra bởi cuộc ném bom của Đồng minh vào các thành phố của Đức, gây ra tình hình mất trật tự, hoặc một cuộc nổi dậy của các lao động cưỡng bức từ các nước bị chiếm đóng. Olbricht gợi ý rằng kế hoạch này có thể được lợi dụng để huy động Quân đội Dự bị cho mục đích đảo chính.
Vào tháng 8 và tháng 9 năm 1943, Tresckow soạn thảo kế hoạch Valkyrie "sửa đổi" và các lệnh bổ sung mới. Một tuyên bố bí mật bắt đầu bằng những từ sau: "Quốc trưởng Adolf Hitler đã chết! Một nhóm lãnh đạo đảng phản bội đã cố gắng khai thác tình hình bằng cách tấn công những người lính đang bị mắc kẹt của chúng tôi từ phía sau để giành lấy quyền lực cho chính họ."  được viết để chiếm đóng các bộ chính phủ ở Berlin, trụ sở của Heinrich Himmler ở Đông Phổ, đài phát thanh và văn phòng điện thoại, và các bộ máy khác của Đức Quốc xã thông qua các quân khu và trại tập trung.
Trước đây, người ta tin rằng Stauffenberg chịu trách nhiệm chính về kế hoạch Valkyrie, nhưng các tài liệu do Liên Xô thu hồi sau chiến tranh và công bố vào năm 2007 cho thấy kế hoạch này được Tresckow phát triển từ mùa thu năm 1943. Tất cả thông tin bằng văn bản được xử lý bởi vợ của Tresckow, Erika, và Margarethe von Oven, thư ký của ông. Cả hai người phụ nữ đều đeo găng tay để tránh để lại dấu vân tay. Trong ít nhất hai lần khác, Tresckow đã cố gắng ám sát Quốc trưởng.  Kế hoạch đầu tiên là bắn ông ta trong bữa ăn tối tại căn cứ quân sự, nhưng kế hoạch này đã bị hủy bỏ vì người ta tin rằng Hitler mặc áo chống đạn. Những kẻ chủ mưu cũng tính đến việc đầu độc ông ta, nhưng điều này là không thể vì thức ăn của Hitler được chế biến và nêm nếm rất đặc biệt.  Họ kết luận rằng bom hẹn giờ là lựa chọn duy nhất.
Chiến dịch Valkyrie chỉ có thể được thực hiện bởi Tướng Friedrick Fromm, chỉ huy của Quân đội Dự bị, vì vậy Tresckow phải bị vô hiệu hóa Fromm.

## Chuẩn bị
(từ Stauffenburg)
Yếu tố thời gian để nắm quyền kiểm soát thủ đô. Hai tiếng đồng hồ đầu sẽ là gay cấn nhất. Trong khoảng thời gian ngắn này, Quân đội phải chiếm đóng trung tâm phát sóng toàn quốc và hai đài truyền thanh của thành phố, các trung tâm điện tín và điện thoại, Phủ Thủ tướng, các bộ và tổng hành dinh của SS-Mật vụ. Phải bắt giữ Bộ trưởng Tuyên truyền Joseph Göbbels, nhân vật Quốc xã hàng đầu ít khi rời khỏi Berlin, cùng với những sĩ quan SS. Cùng lúc, ngay sau khi hạ sát Hitler, phải cô lập tổng hành dinh Rastenburg hầu ngăn chặn bất kỳ ai chiếm lấy và huy động cảnh sát hoặc quân đội tiếp tục ủng hộ chế độ Quốc xã. Tướng Cục trưởng Thông tin Fellgiebel, đóng bản doanh gần tổng hành dinh của Hitler, được chỉ định thực hiện nhiệm vụ này.
Chỉ khi ấy, sau khi những nhiệm vụ kể trên đã được hoàn tất trong vòng vài tiếng đồng hồ đầu tiên, mới truyền đi thông cáo qua sóng phát thanh, điện tín và điện thoại đến các chỉ huy lực lượng quân đội ở những thành phố khác, đến các tướng lĩnh chỉ huy mặt trận và vùng chiếm đóng, cho biết Hitler đã chết và một chính phủ mới chống Quốc xã đã được thành lập ở Berlin. Cuộc đảo chính sẽ xong xuôi trong vòng 24 giờ, và chính phủ mới sẽ được yên vị. Nếu không làm đúng kế hoạch như thế, những tướng lĩnh còn hoang mang có thể suy đi nghĩ lại. Hermann Göring (Tư lệnh Không quân) và Heinrich Himmler (Lãnh tụ Lực lượng SS, Chỉ huy trưởng Cảnh sát Đức) sẽ có thể huy động họ, và nội chiến có thể xảy ra. Khi ấy, các mặt trận sẽ lung lay, rồi không tránh khỏi hỗn loạn và sụp đổ.
Mọi chuyện đều tùy thuộc vào khả năng của nhóm âm mưu trong việc điều động lực lượng quân dự bị trong và chung quanh Berlin với tốc độ và năng lực ở mức cao nhất. Có một vấn đề gút mắc trong việc này: chỉ có Tướng Tư lệnh lực lượng dự bị Friedrich Fromm là người có thẩm quyền ra chỉ thị để triển khai Phương án Walküre. Trong trường hợp ông lưỡng lự vào thời điểm quyết định, người thay thế ông sẽ là Tướng Erich Hoepner, vị chỉ huy thiết giáp tài ba đã bị Hitler cách chức sau trận đánh ở Moskva năm 1941 và bị cấm mặc quân phục.
Stauffenberg và Tresckow soạn chỉ thị sẵn cho các tư lệnh quân khu nắm lấy quyền điều hành trên địa phương của họ, dập tắt đám SS, bắt giữ các nhân vật Quốc xã hàng đầu, chiếm lấy các trại tập trung. Còn có thêm những bản tuyên cáo với lời lẽ dứt khoát để vào thời điểm thích hợp gửi đến quân đội, dân Đức, báo đài. Vài bản tuyên cáo mang tên Beck với cương vị tân Tổng thống, một số bản khác mang tên Thống chế tân Tổng tham mưu trưởng Quân lực Job-Wilhelm von Witzleben và tân Thủ tướng Carl Goerdeler. Những bản chỉ thị và tuyên cáo này được giấu trong két sắt của Tướng Olbicht.
Thế là, các kế hoạch đã sẵn sàng từ cuối năm 1943. Nhưng trong nhiều tháng, nhóm âm mưu không làm được gì nhiều. Đến tháng 6/1944, họ thấy thời gian càng lúc càng cấp bách. Có một lý do: Mật vụ đang càng ngày càng thu hẹp mành lưới. Những vụ bắt bớ người âm mưu đang tăng từng tuần, và đã có nhiều cuộc hành quyết.